# Megarthrus hemipterus
Megarthrus hemipterus är en skalbaggsart som först beskrevs av Johann Karl Wilhelm Illiger 1794.  Megarthrus hemipterus ingår i släktet Megarthrus, och familjen kortvingar. Arten har ej påträffats i Sverige.